# Keiko Kishi
Keiko Kishi (岸 惠子?, Kishi Keiko; Yokohama, 11 agosto 1932) è un'attrice e scrittrice giapponese.

## Biografia
Nata a Yokohama, nella prefettura di Kanagawa (regione del Kantō), fece il suo debutto cinematografico nel 1951. Negli anni cinquanta fu consigliata da David Lean per il ruolo da protagonista in Il vento non sa leggere, ma alla fine il progetto non si concretizzò.
Nel 1957 sposò il regista francese Yves Ciampi e, per un breve periodo dopo il matrimonio, alternò periodi di soggiorno tra Parigi e Giappone. La coppia ebbe una figlia di nome Delphine nel 1963, prima del divorzio avvenuto nel 1975.
A partire dal 1996 ricopre il ruolo di ambasciatrice del Fondo delle Nazioni Unite per la popolazione (UNFPA).

## Filmografia parziale
- Inizio di primavera (早春?, Sōshun), regia di Yasujirō Ozu (1956)
- Il fratello minore (おとうと?, Otōto), regia di Kon Ichikawa (1960)
- La spia del secolo (Qui êtes-vous, Monsieur Sorge?), regia di Yves Ciampi (1961)
- Rififi a Tokyo (Rififi à Tokyo), regia di Jacques Deray (1963)
- Kwaidan (怪談?, Kaidan), regia di Masaki Kobayashi (1964)
- Amori di una calda estate (Les Pianos mécaniques), regia di Juan Antonio Bardem (1965)
- Yakuza (The Yakuza), regia di Sydney Pollack (1974)
- Neve sottile (細雪?, Sasameyuki), regia di Kon Ichikawa (1983)
- Il crepuscolo del samurai (たそがれ清兵衛?, Tasogare Seibei), regia di Yōji Yamada (2002)
- Snow Prince: Kinjirareta koi no melody (スノープリンス 禁じられた恋のメロディ?), regia di Jōji Matsuoka (2009)